# Auto1 Group
Auto1 Group SE (AUTO1) er en tysk bilhandelsvirksomhed, som er Europas største brugtvognsforhandler. Den blev etableret i 2012 og har hovedkvarter i München og Berlin.
Christian Bertermann og Hakan Koç grundlagde virksomheden og ejer tilsammen ca. 30 % af virksomheden.

## Mærker
Auto1 Group består af tre platforme: Wirkaufendeinauto.de, Auto1.com og Autohero.

### Wirkaufendeinauto.de
Wirkaufendeinauto.de har over 120 udstillingssteder i Tyskland samt udstillingssteder i 8 europæiske lande.

### Auto1.com
Auto1.com driver online B2B-markedsplads for købt og salg af brugtbiler.

### Autohero
Autohero er en online-bilforhandler med køretøjer fra alle fabrikater og i alle prisklasser.